# Stemhebbende labiodentale plosief
De stemhebbende labiodentale plosief is een medeklinker die in het Internationaal Fonetisch Alfabet en X-SAMPA aangeduid wordt met [b̪]. Een ander symbool dat niet wordt erkend door de IPA maar wel vaak wordt gezien, met name in Bantoetalen, is het db monogram ȸ.
De stemhebbende labiodentale plosief is in geen enkele taal fonematisch, maar komt wel allofoon voor. In het Sika komt de klank voor als een allofoon voor de labiodentale flap.

## Kenmerken
- De manier van articulatie is plosief, wat inhoudt dat de klank wordt geproduceerd door de luchtstroom in het spraakkanaal te belemmeren.
- Het articulatiepunt is labiodentaal, wat inhoudt dat de onderlip en de voortanden worden gebruikt.
- De articulatie is stemhebbend, wat betekent dat de klank wordt geproduceerd door trillingen van de stembanden.
- Het is een orale medeklinker, wat inhoudt dat lucht door de mond kan ontsnappen.
- Het is een centrale medeklinker, wat inhoudt dat de klank wordt geproduceerd door de luchtstroom over het midden van de tong te laten stromen in plaats van langs de zijkanten.

Deze pagina bevat fonetische informatie in het IPA, die in sommige browsers mogelijk niet correct wordt weergegeven.
Waar symbolen in paren voorkomen, vertegenwoordigt het rechter teken een stemhebbende medeklinker. Gearceerde gebieden bevatten medeklinkers die worden beschouwd als onuitspreekbaar.
Zie ook: IPA, Klinkers